# Riodina infirmata
Riodina infirmata är en fjärilsart som beskrevs av Hans Ferdinand Emil Julius Stichel 1910. Riodina infirmata ingår i släktet Riodina och familjen Riodinidae. Inga underarter finns listade.